# Tragarz miskowaty
Tragarz miskowaty, rzekotka tragarz, rzekotka miskowata (Fritziana goeldii) – gatunek południowoamerykańskiego płaza bezogonowego z rodziny Hemiphractidae.

## Taksonomia
Płaz ten był tradycyjnie zaliczany do rodziny rzekotkowatych (Hylidae). Frost i współpracownicy (2006) przenieśli go wraz z całym rodzajem Flectonotus (do którego był wówczas zaliczany) do odrębnej rodziny Amphignathodontidae; Pyron i Wiens (2011) zsynonimizowali Amphignathodontidae z Hemiphractidae.

## Występowanie, habitat i rozmnażanie
Jedynym miejscem życia zwierzęcia jest południowy wschód Brazylii – stany Rio de Janeiro i São Paulo.
Płaz zamieszkuje rejony położone na wysokości około 1000 metrów nad poziomem morza. Spotyka się je od poziomu gruntu do wysokości trzech metrów w lasach, szczególnie na bromeliowatych (zwanych też ananasowatymi), które pełnią ważną rolę w cyklu rozrodczym opisywanego gatunku. Złożonymi jajami najpierw opiekuje się samica, przechowując je w specjalnym zagłębieniu swego ciała. W odpowiednim czasie zostają one pozostawione już jako kijanki na wspomnianych roślinach. W związku z powyższym, choć radzi sobie na rejonach zmienionych działalnością ludzką, Flectonotus goeldii wymaga obecności ananasowatych. Podobną zależność odnotuje się także w przypadku innych gatunków należących do tego samego rodzaju, np. Fritziana fissilis.

## Status
Zwierzę występuje licznie, a jego populacja nie podlega zauważalnym wahaniom liczebności.
Gatunkowi zagrozić może obecnie jedynie deforestacja.